# Karol Rypiński

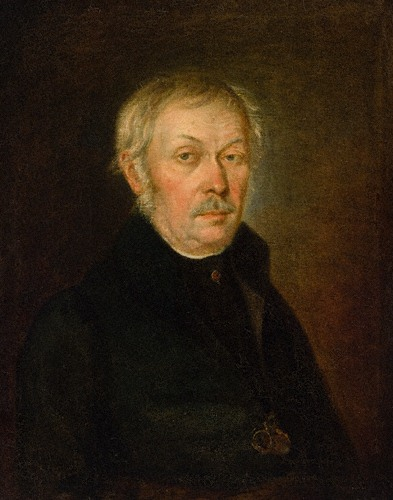
Portret Ignacego Mońkiewicza

Karol Rypiński (lit. Karolis Ripinskise; ur. 5 listopada 1809 w Ażanach, zm. 22 lipca 1892 w Wilnie) – polski malarz portrecista i grafik.

## Życiorys
Studiował na Uniwersytecie Wileńskim u Jana Rustema i Wincentego Smokowskiego. Przyjaźnił się z malarzem Walentym Wańkowiczem. Po ukończeniu studiów zajął się sporządzaniem portretów osób ważnych dla kultury Wileńszczyzny, m.in. Józefa Ignacego Kraszewskiego, Stanisława Moniuszki, Leona Borowskiego, biskupa Andrzeja Benedykta Kłągiewicza, Stanisława Bonifacego Jundziłła i Jędrzeja Śniadeckiego. We współpracy z zakładami litograficznymi Józefa Oziębłowskiego i Macieja Przybylskiego portrety te były rozpowszechniane w znacznych nakładach. Tworzył też obrazy historyczne, jak „Spotkanie Biruty z Kiejstutem”, ilustrował książki, m.in. Michała Balińskiego „Historię miasta Wilna”. Namalował obrazy treści religijnej dla kościołów OO. Bonifratrów i OO. Bernardynów. Udzielał również lekcji malarstwa i rysunku.